# Trophée Norm-Fieldgate
Le trophée Norm-Fieldgate (Norm Fieldgate Trophy) est un trophée remis depuis 1974 au joueur qui est considéré le meilleur de la division Ouest de la Ligue canadienne de football (LCF) à une position défensive, choisi parmi les candidats proposés par chaque équipe de la division. C'est le gagnant de ce trophée, ou celui du trophée James-P.-McCaffrey pour la division Est, qui sera choisi joueur défensif par excellence de la LCF. Le trophée est nommé en l'honneur de Norm Fieldgate (en), ancien secondeur des Lions de la Colombie-Britannique.
En 1995, unique année où les divisions Est et Ouest ont été remplacées par les divisions Nord et Sud, le trophée a été attribué au meilleur joueur défensif de la division Nord.
Avant 1974, le titre de « Meilleur joueur de ligne de la division Ouest » s'appliquait autant aux joueurs de l'unité défensive qu'aux joueurs de ligne offensive, et le vainqueur était en compétition pour le trophée Schenley du meilleur joueur de ligne.

## Lauréats
Pour la signification des abréviations, voir Glossaire des positions au football canadien.
- 1974 - John Helton (en) (PD), Stampeders de Calgary
- 1975 - Bill Baker (en) (AD), Lions de la Colombie-Britannique
- 1976 - Bill Baker (AD), Lions de la Colombie-Britannique
- 1977 - Danny Kepley (en) (SEC), Eskimos d'Edmonton
- 1978 - Dave Fennell, (PD), Eskimos d'Edmonton
- 1979 - John Helton (PD), Blue Bombers de Winnipeg
- 1980 - Danny Kepley (SEC), Eskimos d'Edmonton
- 1981 - Danny Kepley (SEC), Eskimos d'Edmonton
- 1982 - James Parker (SEC), Eskimos d'Edmonton
- 1983 - Danny Bass (en)(SEC), Stampeders de Calgary
- 1984 - James Parker (AD), Lions de la Colombie-Britannique
- 1985 - Tyrone Jones (SEC), Blue Bombers de Winnipeg
- 1986 - James Parker (AD), Lions de la Colombie-Britannique
- 1987 - Greg Stumon (AD), Lions de la Colombie-Britannique
- 1988 - Danny Bass (en) (SEC), Eskimos d'Edmonton
- 1989 - Danny Bass (SEC), Eskimos d'Edmonton
- 1990 - Stewart Hill (AD), Eskimos d'Edmonton
- 1991 - Will Johnson (AD), Stampeders de Calgary
- 1992 - Willie Pless (en) (SEC), Eskimos d'Edmonton
- 1993 - Jearld Baylis (en) (PD), Roughriders de la Saskatchewan
- 1994 - Willie Pless (en) (SEC), Eskimos d'Edmonton
- 1995 - Willie Pless (SEC), Eskimos d'Edmonton
- 1996 - Willie Pless (SEC), Eskimos d'Edmonton
- 1997 - Willie Pless (SEC), Eskimos d'Edmonton
- 1998 - Alondra Johnson (SEC), Stampeders de Calgary
- 1999 - Daved Benefield (AD), Lions de la Colombie-Britannique
- 2000 - Terry Ray (SEC), Eskimos d'Edmonton
- 2001 - Barrin Simpson (en) (SEC), Lions de la Colombie-Britannique
- 2002 - Elfrid Payton (en) (AD), Eskimos d'Edmonton
- 2003 - Joe Fleming (en) (PD), Stampeders de Calgary
- 2004 - John Grace (en) (SEC), Stampeders de Calgary
- 2005 - John Grace (SEC), Stampeders de Calgary
- 2006 - Brent Johnson (en) (AD), Lions de la Colombie-Britannique
- 2007 - Cameron Wake (AD), Lions de la Colombie-Britannique
- 2008 - Cameron Wake (AD), Lions de la Colombie-Britannique
- 2009 - John Chick (en) (AD), Roughriders de la Saskatchewan
- 2010 - Juwan Simpson (en) (SEC), Stampeders de Calgary
- 2011 - Jerrell Freeman (en) (SEC), Roughriders de la Saskatchewan
- 2012 – J. C. Sherritt (en) (SEC), Eskimos d'Edmonton
- 2013 – Charleston Hughes (en) (SEC), Stampeders de Calgary
- 2014 - Solomon Elimimian (SEC), Lions de la Colombie-Britannique
- 2015 - Adam Bighill (en) (SEC), Lions de la Colombie-Britannique
- 2016 - Solomon Elimimian  (SEC), Lions de la Colombie-Britannique
- 2017 – Alex Singleton (en) (SEC), Stampeders de Calgary
- 2018 - Adam Bighill (en) (SEC), Blue Bombers de Winnipeg
- 2019 - Willie Jefferson (en) (AD), Blue Bombers de Winnipeg
- 2020 - Saison annulée
- 2021 - Adam Bighill (SEC), Blue Bombers de Winnipeg
- 2022 - Shawn Lemon (en) (LD), Stampeders de Calgary[1]
- 2023 - Mathieu Betts (en) (LD), Lions de la Colombie-Britannique[2]
- 2024 - Rolan Milligan (en) (DD), Roughriders de la Saskatchewan[3]

## Meilleur joueur de ligne de la division Ouest avant 1974
Pour la signification des abréviations, voir Glossaire des positions au football canadien.
- 1957 - Art Walker (PL/LD), Eskimos d'Edmonton
- 1958 - Don Luzzi (PD), Stampeders de Calgary
- 1959 - Roger Nelson (PL), Eskimos d'Edmonton
- 1960 - Herb Gray (AD), Blue Bombers de Winnipeg
- 1961 - Frank Rigney (PL), Blue Bombers de Winnipeg
- 1962 - Wayne Harris (SEC), Stampeders de Calgary
- 1963 - Tom Brown (SEC), Lions de la Colombie-Britannique
- 1964 - Tom Brown (SEC), Lions de la Colombie-Britannique
- 1965 - Wayne Harris (SEC), Stampeders de Calgary
- 1966 - Wayne Harris (SEC), Stampeders de Calgary
- 1967 - Ed McQuarters (PD), Roughriders de la Saskatchewan
- 1968 - Ted Urness (C), Roughriders de la Saskatchewan
- 1969 - John LaGrone (PD), Eskimos d'Edmonton
- 1970 - Wayne Harris (SEC), Stampeders de Calgary
- 1971 - Wayne Harris (SEC), Stampeders de Calgary
- 1972 - John Helton (PD), Stampeders de Calgary
- 1973 - Ray Nettles (SEC), Lions de la Colombie-Britannique